# Ducktown (Tennessee)
Ducktown é uma cidade localizada no estado norte-americano de Tennessee, no Condado de Polk.

## Demografia
Segundo o censo norte-americano de 2000, a sua população era de 427 habitantes.
Em 2006, foi estimada uma população de 402, um decréscimo de 25 (-5.9%).

## Geografia
De acordo com o United States Census Bureau tem uma área de
5,0 km², dos quais 5,0 km² cobertos por terra e 0,0 km² cobertos por água. Ducktown localiza-se a aproximadamente 469 m acima do nível do mar.

## Localidades na vizinhança
O diagrama seguinte representa as localidades num raio de 32 km ao redor de Ducktown.